# Drive (The-Cars-Lied)
Drive ist ein Lied der amerikanischen Band The Cars aus dem Jahr 1984. Es erschien auf dem Album Heartbeat City.

## Geschichte
Der Titel wurde von Ric Ocasek geschrieben und in Kooperation mit Robert Lange produziert. Der Leadgesang stammt von Benjamin Orr, dem Bassisten der Band. Drive ist damit (u. a. neben Just What I Needed) eines der wenigen Cars-Stücke, die nicht von Ocasek interpretiert wurden.
Drive wurde weltweit am 23. Juli 1984 als Single veröffentlicht. Bei der 7"-Version war der Titel Stranger Eyes auf der B-Seite zu finden (in den USA hingegen der Track Hello Again), bei der 12"-Maxi zusätzlich das Lied My Best Friend's Girl. Die Single erreichte in vielen Ländern die Top 10 der Charts (darunter u. a. Platz 1 in den US Billboard Hot Adult Contemporary Charts) und avancierte so zum erfolgreichsten Hit in der Bandgeschichte.
1985 spielte die Gruppe beim Benefizkonzert Live Aid. Drive diente hierbei als Hintergrundmusik für gezeigte Bilder von hungernden Kindern in Afrika; der Auftritt der Band war indes nicht im Fernsehen zu sehen.

## Musikvideo
Die Regie führte Timothy Hutton. Die tragenden Rollen im Video spielen Benjamin Orr und Ric Ocasek sowie das tschechische Model Paulina Porizkova; die übrigen Band-Mitglieder kommen nur als Roboter oder Wachsfiguren vor. Ein Teil des Clips spielt in einer zunächst heruntergekommenen Bar. Während Orr das Lied vorträgt, füllt sich die Bar zunehmend mit – künstlichem – Leben. Am Ende ist die komplette Band hier in Form von Wachsfiguren zu sehen. Die Szenen mit Porizkova und Ocasek wurden in einem nahezu leeren Raum gedreht, in dem sich beide Protagonisten gegenüber sitzen bzw. stehen. Zwischen ihnen herrscht zunächst eine räumliche wie emotionale Distanz (sie beobachten schweigend einander), jedoch kommt es dann zur Eskalation in Form eines deutlich erkennbaren Streits. Einzelaufnahmen von Porizkova zeigen das Model bei der Darstellung verschiedener Gefühlslagen (apathisch, verzweifelt, erheitert usw.).
Die einzelnen Handlungen, Figuren und Räumlichkeiten lassen verschiedene Interpretationen zu:
Die gängigste Variante ist die Abhandlung einer zerbrochenen Beziehung aus verschiedenen Blickwinkeln: Orrs Part würde demnach die Situation der Person darstellen, deren Sicht das Lied schildert. Nachdem er verlassen wurde, fühlt er sich vollkommen vereinsamt. Langsam beginnt wieder Leben um ihn herum zu wachsen, doch es erscheint ihm fremd und unwirklich. Die Szenerie mit Porizkova könnte demzufolge die Aufarbeitung durch die andere, in diesem Fall die weibliche Seite thematisieren. Hierbei treten ihre schlagartigen Gefühlsänderungen (Weinen – Lachen – Weinen) hervor; der inhaltslose Raum könnte zudem ihre Einsamkeit symbolisieren, die nun auch sie umgibt. In der Begegnung mit Ocasek verliert sie ihre anfängliche Sicherheit und ist bei der folgenden verbalen Auseinandersetzung sichtlich aufgelöst und verzweifelt. Dies wäre als Indiz dafür zu deuten, dass sie die Trennung bereut und an der Verweigerungshaltung ihres Gegenübers seelisch zerbricht.
Insbesondere die Einzelaufnahmen von Porizkova lassen indes noch einen anderen Schluss zu, nämlich die Verkörperung einer psychisch kranken oder gar geistig beeinträchtigten Person. Hierfür sprächen die dargestellten Gefühlsschwankungen (etwa vergleichbar mit einer Borderline-Erkrankung) sowie eine Szene, in der die Protagonistin vor einer kahlen Wand sitzt, die sie rücklings und mit einem angedeuteten Lächeln bemalt. Dies würde unterstrichen durch Porizkovas Outfit (Nachthemd als Symbol für „geistige Umnachtung“); entsprechend wäre auch die Titelzeile „Who's gonna drive you home tonight?“ interpretierbar.

## Kommerzieller Erfolg

### Chartplatzierungen
| ChartsChartplatzierungen       | Höchstplatzierung | Wochen |
| ------------------------------ | ----------------- | ------ |
| Deutschland (GfK)              | 4 (16 Wo.)        | 16     |
| Österreich (Ö3)                | 8 (10 Wo.)        | 10     |
| Schweiz (IFPI)                 | 3 (12 Wo.)        | 12     |
| Vereinigte Staaten (Billboard) | 3 (19 Wo.)        | 19     |
| Vereinigtes Königreich (OCC)   | 4 (27 Wo.)        | 27     |

| ChartsJahrescharts (1984)      | Platzierung |
| ------------------------------ | ----------- |
| Vereinigte Staaten (Billboard) | 41          |

### Auszeichnungen für Musikverkäufe
| Land/Region                  | Auszeichnungen für Musikverkäufe (Land/Region, Auszeichnung, Verkäufe) | Verkäufe |
| ---------------------------- | ---------------------------------------------------------------------- | -------- |
| Neuseeland (RMNZ)            | Platin                                                                 | 30.000   |
| Spanien (Promusicae)         | Gold                                                                   | 30.000   |
| Vereinigtes Königreich (BPI) | Gold                                                                   | 500.000  |
| Insgesamt                    | 2× Gold · 1× Platin ·                                                  | 560.000  |

## Trivia
Ocasek und Porizkova, die sich beim Videodreh kennengelernt hatten, waren von 1989 bis 2017 miteinander verheiratet.

## Coverversionen
- 1992: Double You
- 1992: Howard Carpendale (deutsche Version So lacht nur eine Frau)
- 1998: Roger Chapman
- 2001: Scorpions (Liveversion)[17]
- 2004: Ziggy Marley (gehörte zum Soundtrack des Films 50 erste Dates)[18]
- 2005: Julio Iglesias
- 2005: Deftones
- 2010: Jason Donovan auf dem Album Soundtrack of the 80s[19]